# Stichodactyla haddoni
Stichodactyla haddoni is een zeeanemonensoort uit de familie Stichodactylidae.
Stichodactyla haddoni is voor het eerst wetenschappelijk beschreven door Saville-Kent in 1893.